# يوغاكارا

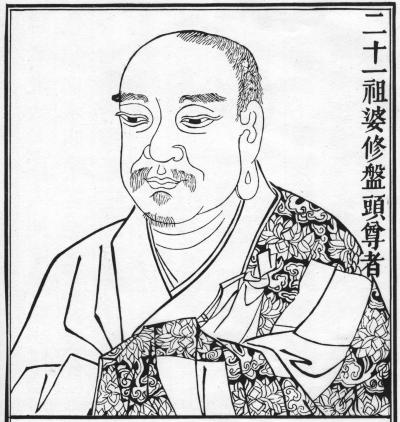

يوغاكارا (Yogācāra) كلمة سنسكريتية تعني حرفياً ممارسة اليوغا، أو الشخص الممارس لليوغا. وهي مدرسة مؤثرة ذات نفوذ في الفلسفة البوذية تركز بشكل كبير على علم الظواهر وعلم الوجود، عبر ممارسة اليوغا والتأمل الداخلي.
ترافق ظهور اليوغاكارا مع بوذية الماهايانا حوالي القرن الرابع الميلادي، على الرغم من وجود ممارسات غير موجودة في الماهايانا تعود إلى مدرسة السوترانتيكا.

## اقرأ أيضاً
- يوغا
- دارماكرتي